# تورنمنت شطرنج لینارس

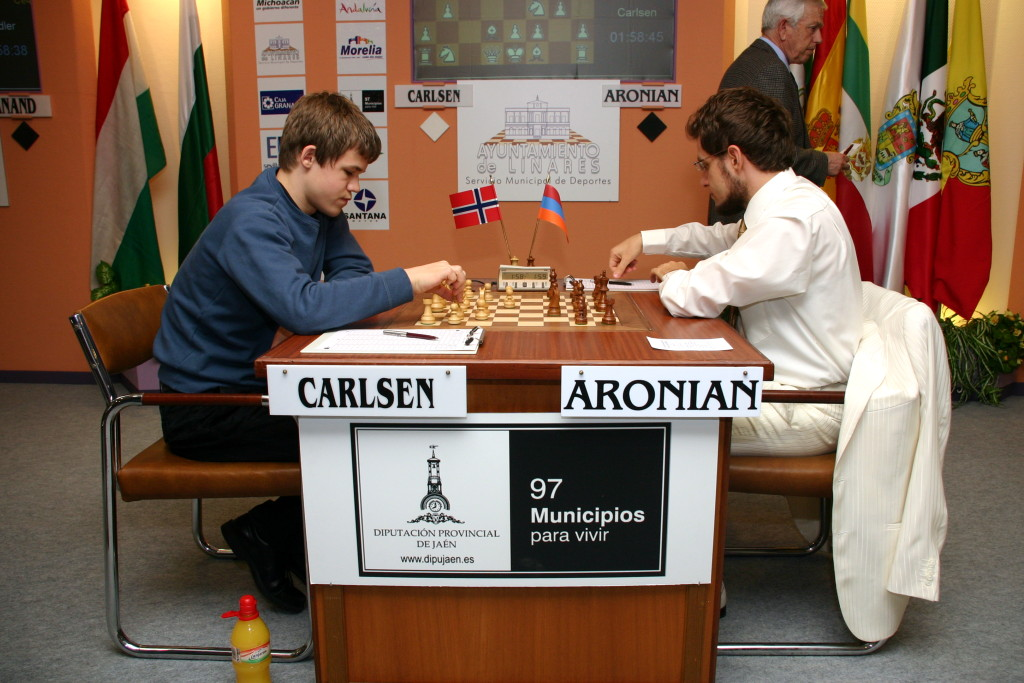
مسابقه ماگنوس کارلسن و لئون آرونیان در تورنمنت شطرنج لینارس ۲۰۰۷

تورنمنت شطرنج لینارس یک تورنمنت شطرنج است که معمولاً در اواخر فوریه در شهر لینارس در ایالت اندلس ِ اسپانیا برگزار می‌شود. این مسابقات یکی از معتبرترین رقابت‌های شطرنج دنیاست که گاه ویمبلدون شطرنج نامیده می‌شود.

## تاریخچه
حامی مالی این مسابقات لوئیس رنترو تاجر اسپانیایی است که اولین دورهٔ آن را در سال ۱۹۷۸ برگزار کرد. اولین دوره مسابقات در سطح بالایی برگزار نمی‌شد و یک سوئدی ناشناخته به نام یان اسلون قهرمان آن شد. پس از آن مسابقات هر سال برگزار شد تا سال ۱۹۸۷ که مسابقاتی برگزار نشد و به جای آن فینال انتخابی قهرمانی جهان بین اندری سوکولف و آناتولی کارپف در لینارس برگزار و با پیروزی کارپف برای رویارویی با کاسپاروف قهرمان جهان به پایان رسید. پس از آن هم مجدداً یک بار در ۱۹۹۶ این مسابقات برگزار نشد و به جای آن فینال قهرمانی شطرنج زنان جهان در این شهر انجام شد.
رنترو یکی از مخالفین شدید تساوی‌های کوتاه در شطرنج است تا جائی‌که در سال ۱۹۹۱ جوایزی را برای بازی‌های طولانی‌تر در نظر گرفته بود.
در ۱۹۹۴ میانگین ریتینگ شرکت‌کنندگان ۲۶۸۵ بود، بالاترین میانگین ریتینگ در یک تورنمنت تا آن هنگام که آن را اولین تورنمنت ردهٔ ۲۳ جهان می‌ساخت. شرکت‌کندگان به ترتیب نتیجه کارپف، کاسپاروف، شیروف، باریف، کرامنیک، لوتیه، آناند، کامسکی، توپالف، ایوانچوک، گلفاند، ایلسکاس، جودیت پولگار و بلیافسکی بودند. کارپف با ۱۱ امتیاز از ۱۳ بازی بدون باخت قهرمان شد. جف سونس نتیجهٔ کارپف در این مسابقات را بهترین نتیجه در یک تورنمنت در تاریخ شطرنج جهان توصیف کرده‌است. این مسابقات همچنین به دلیل حادثه‌ای که در مسابقهٔ کاسپاروف و جودیت پولگار رخ داد، مشهور شده‌است. در این دیدار کاسپاروف در یک لحظهٔ بسیار کوتاه اسب خود را بر روی یک خانه گذاشت و بلافاصله متوجه اشتباه شده و اسب را به خانهٔ دیگری برد. پولگار ۱۷ ساله اعتراضی نکرد و داور بازی نیز مداخله نکرد و بازی در نهایت با پیروزی کاسپاروف به پایان رسید.
در ۱۹۹۸ شکل مسابقات از دوره‌ای تک‌بازی به دوره‌ای رفت و برگشت تغییر کرد. در سال ۲۰۰۵ کاسپاروف پس از قهرمانی در این مسابقات از شطرنج حرفه‌ای خداحافظی کرد.
از سال ۲۰۰۶ تا ۲۰۰۸ نیمی از مسابقات در شهر مورلیا در مکزیک و نیم دیگر در لینارس برگزار شد، به همین جهت این دوره‌ها را گاهی تورنمنت مورلیا-لینارس هم نامیده‌اند.

## برندگان
- ۱۹۷۸ یان اسلون
- ۱۹۷۹ لاری کریستین‌سن
- ۱۹۸۱ آناتولی کارپف و لاری کریستین‌سن
- ۱۹۸۳ بوریس اسپاسکی
- ۱۹۸۵ لیوبومیر لیوبویوچ و روبرت هوبنر
- ۱۹۸۸ یان تیمان
- ۱۹۸۹ واسیلی ایوانچوک
- ۱۹۹۰ گری کاسپاروف
- ۱۹۹۱ واسیلی ایوانچوک
- ۱۹۹۲ گری کاسپاروف
- ۱۹۹۳ گری کاسپاروف
- ۱۹۹۴ آناتولی کارپف (نخستین تورنمنت ردهٔ ۱۸)
- ۱۹۹۵ واسیلی ایوانچوک
- ۱۹۹۷ گری کاسپاروف
- ۱۹۹۸ ویسواناتان آناند
- ۱۹۹۹ گری کاسپاروف
- ۲۰۰۰ ولادیمیر کرامنیک و گری کاسپاروف
- ۲۰۰۱ گری کاسپاروف
- ۲۰۰۲ گری کاسپاروف
- ۲۰۰۳ پیتر لکو (برندهٔ مشترک با ولادیمیر کرامنیک؛ اما با امتیازشکنی بهتر)
- ۲۰۰۴ ولادیمیر کرامنیک
- ۲۰۰۵ گری کاسپاروف (با امتیاز مساوی با وسلین توپالف؛ ولی به دلیل برد بیشتر با مهرهٔ سیاه قهرمان شد)
- ۲۰۰۶ لئون آرونیان
- ۲۰۰۷ ویسواناتان آناند
- ۲۰۰۸ ویسواناتان آناند
- ۲۰۰۹ الکساندر گریچوک (با امتیاز مساوی با واسیلی ایوانچوک؛ ولی در امتیازشکنی قهرمان شد)
- ۲۰۱۰ وسلین توپالف